# Chaenorhinum flexuosum
Chaenorhinum flexuosum là một loài thực vật có hoa trong họ Mã đề. Loài này được René Louiche Desfontaines mô tả khoa học đầu tiên năm 1798 dưới danh pháp Linaria flexuosa. Năm 1870 Johan Martin Christian Lange chuyển nó sang chi Chaenorhinum.
Loài này đôi khi được coi là phân loài của Chaenorhinum origanifolium, với danh pháp tương ứng là C. origanifolium subsp. flexuosum (Desf.) Romo, 1992. Khi được công nhận là loài riêng biệt thì ngoài phân loài nguyên chủng đôi khi nó được coi là có thêm phân loài C. flexuosum subsp. maroccanum (Pau) Dobignard, 2009.

## Phân bố
Loài này là bản địa Bắc Phi, bao gồm Algérie, Maroc, Tunisia. Phân loài C. flexuosum subsp. maroccanum chỉ có tại Maroc.